# Citrontörne
Citrontörne (Citrus trifoliata) är en art i familjen vinruteväxter från centrala och norra Kina och Korea. 
Citrontörne är en lövfällande buske eller ett litet träd som blir cirka 1–5 meter hög. Grenarna är gröna med kraftiga, 4 cm långa tornar. Bladen är trefingrade, gröna. Arten blommar på våren med vita blommor. Frukten är ett orange bär som blir cirka 5 cm i diameter.

## Användning
Citrontörne har odlats som prydnadsväxt i Kina sedan förhistorisk tid. 
Arten är den härdigaste av alla Citrus-arter och tål tillfälligt ner till -15°C. Det är dock tveksamt om den är härdig ens i södra Sverige. Dess härdighet har gjort att arten använts som ympunderlag för känsligare citrusar och arten har använts i förädlingsarbete med mål att få fram härdigare citrusar.
Frukterna är mycket bittra och används som krydda och i medicinskt syfte. De unga bladen kan kokas som grönsak.

## Medicinska risker
Arten har även en låg grad av risk för förgiftning. Det finns även en risk för hudirritation i kontakt med arten.

## Sorter
- 'Monstrosa'  ('Cloud Dragon', 'Flying Dragon') - är en japansk sort med förvridna grenar och taggar. Grenverket är mycket effektfullt vintertid.

## Hybrider
Citrontörne har korsats med andra citrusar och några har fått populärnamn:
- Cicitrange = citrange × citrontörne
- Citeremo = Eremocitrus glauca × citrontörne
- Citradia = pomerans × citrontörne
- Citrandarin = småcitrus × citrontörne
- Citrange = apelsin × citrontörne
- Citrangelo = citrange × Citrus paradisi
- Citrangequat = citrange × Fortunella sp.
- Citrangeremo = citrange × Eremocitrus glauca
- Citrangor = citrange × apelsin
- Citremon = citron × citrontörne
- Citrentin = klementin × citrontörne
- Citrime = citrange citrontorne
- Citrumelo = grapefrukt × citrontörne
- Citrumquat = kumquat × citrontörne

## Synonymer
Aegle sepiaria de Candolle
Citrus trifolia Thunb.
Citrus trifoliata subf. monstrosa (T. Ito) Hiroe
Citrus trifoliata var. monstrosa T. Itô = 'Monstrosa'
Citrus triptera Desfontaines
Limonia trichocarpa Hance
Poncirus trifoliata (L.) Rafinesque
Poncirus trifoliata var. monstrosa (T. Itô) Swingle = 'Monstrosa'
Pseudaegle sepiaria (de Candolle) Miquel
Pseudaegle trifoliata Makino